# كارل راي
كارل راي (بالإنجليزية: Carl Ray)‏ هو لاعب كرة قاعدة أمريكي، ولد في 31 يناير 1889 في دانبوري في الولايات المتحدة، وتوفي في 2 أبريل 1970 في ليكسينغتون في الولايات المتحدة.

## وصلات خارجية
- كارل راي على موقعبيزبول رفرنس.كوم (الدوري الرئيسي) (الإنجليزية)
- كارل راي على موقعبيزبول رفرنس.كوم (الدوري الثانوي) (الإنجليزية)